# Odón de Buen (1973)
El  Odón de Buen es un buque oceanográfico que fue construido en 1973. En sus inicios tenía por nombre El Pescador y era propiedad de la Federación de Cofradías de Pescadores de Baleares. Pero en 1979 fue adquirido por el Instituto Español de Oceanografía, el cual decidió renombrarlo como Odón de Buen en honor a su fundador. 
Este buque tiene unas dimensiones de 22,5 m de eslora, 6,00 m de manga, un tonelaje de 63,55 t y un laboratorio de 12 m². Con capacidad para 16 personas a bordo, tiene una autonomía de 14 días.
Estuvo en activo como buque polivalente, realizando expediciones de acuerdo al calendario de campañas de oceanografía, pesca y ecología pesquera en diversas zonas del Mediterráneo español.
El 24 de octubre de 2013 el Instituto Español de Oceanografía declaró el buque deteriorado por el uso y obsoleto. Atendiendo a esta declaración, el 3 de junio de 2016 el gobierno publicó en el Boletín Oficial del Estado su decisión de sacar a subasta el Odón de Buen junto al Cornide de Saavedra.